# Az egyiptomiak görög evangéliuma
Az egyiptomiak görög evangéliuma,  Az egyiptomiak szerinti evangélium vagy röviden csak Az egyiptomiak evangéliuma újszövetségi apokrif irat. A mű nem összekeverendő a 20. században előkerült Nag Hammádi-i változatával, Az egyiptomiak kopt evangéliumával.
A tartalma mű tulajdonképpen Jézus Szalóme beszélgetése Jézus feltámadása után. (Vö.: Mk 15:40, 16:1). Alexandriai Szent Kelemen szerint enkratita keresztényeknek íródott. Szent Epiphaniosz ismerete szerint az egyiptomiak evangéliumát a szabelliánus körök nagyon kedvelték. A mai tudósok a pogánykeresztényeknek tulajdonítják az olvasói kört, a gnosztikus tanítások pedig csak néhol bukkannak fel a szövegében. Keletkezési idejét a tudósok 140 előttre teszik.

## Magyar nyelvű fordítás
- Az egyiptomiak szerinti evangélium töredékei (ford. Vanyó László) IN: Apokrifek (szerk. Vanyó László), Bp., Szent István Társulat, 1980, ISBN 963-360-110-x, 295–297. o.